# Gazeille
Die Gazeille ist ein Fluss in Frankreich, der im Département Haute-Loire in der Region Auvergne-Rhône-Alpes verläuft. Sie entspringt an der Südwestflanke des Mont Mézenc, aus dem Regionalen Naturpark Monts d’Ardèche, an der Gemeindegrenze von Les Estables und Borée, die auch die Grenze zum benachbarten Département Ardèche bildet. Der Fluss entwässert generell in westlicher Richtung und mündet nach rund 27 Kilometern beim Weiler Colempce-Bas, im Gemeindegebiet von Chadron als rechter Nebenfluss in die Loire.

## Orte am Fluss
- Les Estables
- Le Monastier-sur-Gazeille
- Colempce-Bas, Gemeinde Chadron

## Sehenswürdigkeiten
- Viaduc de la Recoumène – Monument historique[3]

Das Eisenbahnviadukt bei Le Monastier-sur-Gazeille wurde von Paul Séjourné geplant und war ein Teil der nie fertiggestellten Bahnstrecke von Le Puy-en-Velay nach Lalevade-d’Ardèche. Das in einer Kurve verlaufende, 270 m lange Bauwerk enthält acht Rundbögen mit einer Stützweite von 25 Meter und einer Höhe von 65 Meter über der Gazeille.